# Pleasanton (Kansas)
Pleasanton é uma cidade localizada no estado americano de Kansas, no Condado de Linn.

## Demografia
Segundo o censo americano de 2000, a sua população era de 1387 habitantes.
Em 2006, foi estimada uma população de 1370, um decréscimo de 17 (-1.2%).

## Geografia
De acordo com o United States Census Bureau tem uma área de
4,6 km², dos quais 4,2 km² cobertos por terra e 0,4 km² cobertos por água. Pleasanton localiza-se a aproximadamente 262 m acima do nível do mar.

## Localidades na vizinhança
O diagrama seguinte representa as localidades num raio de 20 km ao redor de Pleasanton.